# Wynyard (Saskatchewan)
Wynyard ist eine Kleinstadt mit dem Status einer Town in der Provinz Saskatchewan in Kanada.

## Geographie
Wynyard liegt im Bereich der kanadischen Prärielandschaft am flachen südlichen Abhang eines endorheischen Beckens, in dessen Zentrum sich die Quill Lakes befinden. Durch das östliche Stadtgebiet verläuft der Magnusson Creek, etwa einen Kilometer westlich der Stadtgrenze der Wynyard Creek. Beide streben in nördlicher Richtung dem Big Quill Lake zu, bis zu ihrer Mündung in den See sind es rund fünf Kilometer. Regina liegt etwa 150 Kilometer in südlicher, Saskatoon rund 170 Kilometer in westlicher Richtung von Wynyard entfernt.
Die kleine Gemarkung Wynyards ist vollständig vom Gebiet der Landgemeinde Big Quill No. 308 umschlossen, bildet also eine Enklave.

## Geschichte
Die ersten Siedler europäischen Ursprungs, die sich ab den 1890er Jahren im Bereich südlich der Quill Lakes und des Fishing Lakes niederließen, stammten aus Island. Ihr Vatnabyggd genanntes Gebiet erweiterte sich 1904/05 in den Raum um Wynyard. Ausschlaggebend für die Gründung des Ortes war der Bau einer Eisenbahnverbindung durch die Canadian Pacific Railway (CPR), die an dieser Stelle einen Bahnhof mit erweiterten Serviceeinrichtungen für ihre Dampflokomotiven vorsah. 1908 wurde der Ort mit dem Status einer Village offiziell gegründet und bereits 1911 zur Town aufgestuft. In der Folge zogen neben Menschen britischer vor allem auch welche ukrainischer und polnischer Abstammung zu. Um 1930 erreichte Wynyard die Tausend-Einwohner-Marke.

## Demographie
Der Zensus im Jahr 2011 ergab für die Gemeinde eine Bevölkerungszahl von 1.767 Einwohnern. Die Bevölkerung hatte dabei im Vergleich zum letzten Zensus im Jahr 2006 um 1,3 % zugenommen, während die Bevölkerung in der Provinz Saskatchewan gleichzeitig um 6,9 % anwuchs. Das Medianalter der Bewohner liegt bei 46,9 Jahren und damit deutlich über dem der Provinz (Saskatchewan: 38,2 Jahre).

## Wynyard heute
Wynyard bildet den zentralen Ort einer weitgehend landwirtschaftlich geprägten Region. Es ist Sitz eines Provinzgerichtes, welches in einem 1927 nach einem Entwurf von Maurice Sharon im Colonial-Revival-Stil erbauten, denkmalgeschützten Gebäude tagt.
In Wynyard befinden sich unter anderem ein Krankenhaus mit angeschlossenem Pflegeheim, eine öffentliche Bibliothek, ein lokales Museum, ein Schwimmbad und ein Golfplatz. Den Bildungsbereich bedienen eine Elementary School und eine Highschool, Wynyard ist außerdem einer von vier Standorten des Carlton Trail Regional College für den höheren Bildungsbereich. Das religiöse Leben ist ausgesprochen vielfältig, insgesamt acht Kirchengemeinden verschiedener christlicher Konfessionen sind in der Stadt beheimatet. Sehenswert ist die Wynyard Federated Church, das Kirchengebäude der Gemeinde der Unitarier, die heutzutage allerdings keine regulären Gottesdienste mehr abhält.
Touristisch von Bedeutung sind die wenige Kilometer nördlich gelegenen Quill Lakes, ein bedeutendes Vogelschutzgebiet. In Wynyard befindet sich eines der drei zugehörigen Informationszentren. Etwa zweieinhalb Kilometer südwestlich der Stadt liegt ein kleineres Schutzgebiet namens Wynyard Regional Park.

## Wirtschaft
Gemäß seiner zentralörtlichen Bedeutung gibt es eine Vielzahl von Dienstleistungsangeboten in der Stadt. Wichtigstes gewerbliches Unternehmen ist Lilydale, ein geflügelverarbeitender Betrieb, der im Normalfall etwa 350, in Spitzenzeiten bis zu 550 Personen beschäftigt. In den 1940er Jahren als Genossenschaft in der Region ansässiger Bauern gegründet, gehört Lilydale seit 2011 zu Sofina Foods. Weitere wichtige Arbeitgeber sind die CPR, das Krankenhaus, eine landwirtschaftliche Genossenschaft sowie die Niederlassungen überregionaler Firmen für landwirtschaftlichen Bedarf. Ebenfalls von Bedeutung, aber auf dem Gebiet der Landgemeinde gelegen, ist Big Quill Ressources, Kanadas größter Produzent von Kaliumsulfat. Ehemals Teil der Potash Corporation of Saskatchewan und zwischenzeitlich im Besitz der Beschäftigten gehört die Firma seit 2011 zu Compass Minerals. Die Gewinnung von Kalisalzen (Sylvinit und Carnallitit) im Untertagebergbau am südlichen Stadtrand befindet sich, Stand 2016, in der Explorationsphase.

## Verkehr
Am Südrand von Wynyard verläuft der Highway 16 als Teilstück des Yellowhead Highways, im nördlichen Teil der Stadt die Eisenbahnstrecke von Winnipeg nach Saskatoon. Der Bahnhof von Wynyard wird noch im Güterverkehr bedient, der Personenverkehr ist eingestellt. Greyhound-Busse verbinden die Stadt mit Saskatoon, Yorkton und Winnipeg. Der Flugplatz Wynyard liegt etwa vier Kilometer nördlich der Stadt auf dem Gebiet der Landgemeinde.

## Partnergemeinden
Seit 1972/73 besteht eine Gemeindepartnerschaft mit der französischen Gemeinde Les Martres-de-Veyre. Sie geht zurück auf Peter Dmytruk, einen Einwohner Wynyards, der als Angehöriger der kanadischen Luftwaffe 1943 mit seinem Flugzeug über Frankreich abgeschossen wurde, dieses aber überlebte. Er schloss sich daraufhin der Résistance an, bis er nach zehn Monaten der Deutschen Wehrmacht in die Hände fiel und im Dezember 1943 in dem französischen Ort standrechtlich erschossen wurde. Er gilt dort als Held, postum wurde ihm 1947 das Croix de guerre verliehen.